# エミール・ザトペック
エミール・ザトペック（Emil Zátopek、1922年9月19日 - 2000年11月22日）は、チェコ（現役当時はチェコスロバキア）の陸上選手。

## 経歴
1922年9月19日、コプジヴニツェ（Kopřivnice）で慎み深い家族の6番目の子として生まれる。
16歳の時にズリーンにあったBata Shoesの工場で働き始めるが、19歳になったある日、突然ザトペックを含めた4人の青年が工場の実業団のコーチから陸上競技の試合に出るよう言い渡された。ザトペックは自分の体格を理由にこれを断るも、メディカルチェックを受けさせられ異常無しと言い渡されて仕方なく試合に出場し、本番ではやる気が出たこともあり100m走で2位に入る。これが彼の競技人生のスタートであった。
その後、地元のアスレチッククラブに所属し、パーヴォ・ヌルミをモデルとして競技を続けた。1943年に2000m、3000m、5000mの当時のチェコスロバキア記録を更新。第二次世界大戦ではチェコスロバキア軍に入るも、練習を優先することを許され、1946年にヨーロッパ選手権でチェコスロバキアのナショナルチームの一員に選ばれ、5000mで14:25.8を出しチェコスロバキア記録を更新する。
1948年ロンドンオリンピックの10000m、1952年ヘルシンキオリンピックの5000m・10000m・マラソンで金メダルを獲得した。この長距離三冠の記録は今後達成する選手はいないだろうと考えられている。その後、ロン・クラークに自身が獲得した金メダルを渡し、彼の思いを託した。
顔をしかめ、喘ぎながら走るスタイルから『人間機関車』と称された。また、インターバルトレーニングの創始者としても知られている。
妻のダナ・ザトペコワも陸上競技選手で、1952年ヘルシンキオリンピックのやり投競技で金メダル、1960年ローマオリンピックのやり投競技で銀メダルを獲得している。
いわゆるプラハの春の際には、ザトペックは、自由化を求める「二千語宣言」の署名者の一人となったため、1968年のソ連軍のチェコ侵攻の後は、ウラン鉱山の掃除夫にされるなど、国内で冷遇される日々が続いたが、1989年の民主化により復権した。

## マラソン全成績
| 年            | 大会                   | 開催国         | 成績 | タイム    | 備考       |
| ------------- | ---------------------- | -------------- | ---- | --------- | ---------- |
| 1952年7月27日 | ヘルシンキオリンピック | フィンランド   | 優勝 | 2:23:03.2 | 五輪新記録 |
| 1956年12月1日 | メルボルンオリンピック | オーストラリア | 6位  | 2:29:34   |            |

## エピソード
- 1936年ベルリンオリンピックの5000m・10000mでともに4位入賞を果たした村社講平の力走に、当時13歳の少年であったザトペックは感銘を受ける。

1981年4月、多摩ロードレースに出場するために来日したザトペックが「どうしても村社講平と一緒に走りたい。彼は私を陸上競技の道に進ませてくれた、憧れの人なんだ」と希望したことから、当時75歳であった村社が「そこまで言うのなら」と一緒に走ることを快諾、5kmをザトペックと共に走った。レース後にザトペックは「今日は我が人生で一番幸福な日だ。私にとってのヒーローであるムラコソと一緒に走ることが出来たのだから」と語り、その感激を語っている。
- 2021年に伝記映画『Zátopek　ザトペック』が公開。同年のカルロヴィ・ヴァリ国際映画祭で観客賞を受賞した。

## ザトペックの考え
- 「私はゆっくり走る方法なら充分に知っている。今は、速く走る方法を知りたいのだ」[1]
- 「コンディションが悪い時に練習を行っておけば、競技会の時には非常に楽である」
- 「勝利は偉大である。しかし、友情はもっと偉大である」

（本人の話）
- 睡眠時間はたいてい7時間
- タバコは一度も吸ったことはなかった
- 当初は夕食時にビールを飲んでいたが、ミネラルウォーターに切り替えた
- 果物が大好きだ。新鮮なものでも良いし、ビン詰めでも良い

（ダナ夫人の話）
「主人に何を料理したらいちばん喜ばれるかがわかったのです。大豆、いんげん、じゃがいも、にんじん、それと大量のにんにくとたまねぎ」

## 関連書籍
- F.R.コジック（著）『ザトペック 勝利への人間記録』南井慶二訳、朝日新聞社、1956年。NCID BN11274477
- 鈴木良徳（著）『記録をうちたてた人々』さ・え・ら書房（さ・え・ら伝記ライブラリー 6）、1965年10月。ISBN 4-378-01806-3
ピエール・ド・クーベルタン、ジム・ソープ、パーヴォ・ヌルミ、織田幹雄、人見絹枝、ジェシー・オーエンス、フランシナ・ブランカース＝クン、エミール・ザトペックを紹介。
- ズデニェク・トーマ（著）『E・ザトペックの実像 人間機関車』大竹国弘訳、ベースボール・マガジン社、1982年12月。ISBN 4-583-02158-5
- マクドゥーガル（著）『走るために生まれた』近藤隆文訳、NHK出版、2010年2月。ISBN 978-4-14-081414-7
135-140頁でザトペックを称賛。